# Джоф Хърст
Сър Джефри Чарлз Хърст (на английски: Sir Geoffrey Charles Hurst), известен също като „Джоф Хърст“ (англ. Geoff Hurst), роден на 8 декември 1941 г. в Аштън-ъндър-Лайн, графство Ланкашир, е бивш английски футболист, нападател – единственият, отбелязал три гола във финал на световно първенство. Той е една от легендите на Уест Хем, с които печели по веднъж ФА Къп и КНК. Хърст е на девето място по брой изиграни мачове (502) и на второ по брой голове (252) във всички турнири за тима. С националния отбор на Англия печели световното първенство през 1966 г., а от Евро 1968 има бронзов медал. Член на Ордена на Британската империя и член Английската футболна зала на славата.

## Клубна кариера
Любовта си към футбола Джеф наследява от баща си Чарли Хърст, бивш футболист на Бристъл Роувърс, Олдъм Атлетик и Рочдейл. Присъединяна се към академията на Уест Хем на петнадесетгодишна възраст, а първият си професионален договор подписва в началото на 1959 г. Година по-късно дебютира за първия отбор като защитник, но до края на сезона изиграва само още два мача. Подобно е положението и през сезон 1960/1961, когато не успява да се пребори за титулярното място с Боби Мур и записва шест мача. По това време сериозно обмисля да се отдаде напълно на другия си любим спорт – крикета. Заради него дори пропуска част от лятната подготовка преди следващия сезон и дори изиграва един мач от първенството за Есекс Каунти Крикет Клуб. Вече на поста полузащитник, Хърст изиграва общо 27 мача във всички турнири. От септември 1963 г. нататък треньорът започва да го използва като нападател заради по-слабата му игра в защита.
През 1964 г. Уест Хем се представя посредствено в първенството, завършвайки на 14-о място, но успява да спечели ФА Къп след победа с 3:2 над втородивизионния Престън Норт Енд. Хърст е титуляр във всички седем мача и отбелязва седем гола, включително един на финала. С тази победа Уест Хем печели право на участие в турнира за КНК, като печели първата си титла, побеждавайки на финала Мюнхен 1860 с 2:0. В този турнир Хърст не успява да отбележи нито един гол, защото е изтеглен по-назад, за да подсили полузащитната линия на отбора. През сезон 1965/1966 Хърст отбелязва 40 гола в 59 мача във всички турнири и това води до оферта в размер на 200000 паунда от страна на Манчестър Юнайтед, но тя е отхвърлена от мениджъра на Уест Хем. Тимът завършва в средата на класирането, но играе финал за Купата на Футболната лига, където губи с общ резултат 5:3 от Уест Бромич. През следващия сезон Уест Хем отново не е в борбата за титлата и остава на 16-о място, но по брой отбелязани голове – 80, изостава само от шампиона Манчестър Юнайтед (във всички турнири головете са 100, една трета от които са дело на Хърст). По този повод Хърст казва „Голяма забава е да играеш в отбор, който може да отбележи седем гола в един мач и четири в следващия. Ако изпитваш такова удовлетворение, защо ти е да искаш да играеш за друг отбор?“, визирайки факта, че Уест Хем не е сред отборите, борещи се за спечелване на шампионата. На 19 октомври 1968 г. срещу Съндърланд Хърст отбелязва шест гола за победата с 8:0.
През лятото на 1972 г. преминава в Стоук Сити за 80000 паунда. В началото на 1973 г. се разболява от пневмония и по време на възстановяването си живее в Южна Африка, където играе под наем за Кейп Таун Сити. След като се връща в Англия, помага на Стоук да запази мястото си в Първа дивизия. През сезон 1973/1974 тимът завършва на пето място в първенството, което е и най-предното класиране в кариерата на Хърст. Година по-късно отборът отново е пети, само на четири точки зад шампиона Дарби Каунти. През лятото на 1975 г. Хърст преминава в Уест Бромич за 20000 паунда, но остава в отбора само до зимата, защото според него на 34 години е твърде възрастен, за да може да окаже пълноценна помощ в борбата за промоция в Първа дивизия. През януари 1976 г. играе един месец за ирландския Корк Селтик. След това се мести в САЩ, където с осем гола и четири асистенции помага на Сиатъл Саундърс за първи път в историята си да се класира за плейофите.

## Кариера в националния отбор
Хърст е повикан в националния отбор през 1966 г. и е в състава за финалния турнир на световното първенство същата година в Англия. Треньорът Алф Рамзи изгражда игрова стратегия, построена на взаимодействие на нападателната двойка Джими Грийвз – Роджър Хънт. Грийвз и Хънт изиграват водеща роля в първите 3 мача против отборите на Уругвай, Мексико и Франция, обаче по време на последния Грийвз получава сериозна травма на крака, наложила операция и шевове, и се налага Хърст да го замени в четвъртфиналния мач срещу Аржентина. В основната тройка освен него влизат капитана на отбора Боби Мур и младият полузащитник Мартин Питърс.
Шансовете на аржентинците са били достатъчно високи, обаче, поради твърде грубия стил на игра, в резултат на който със съдийско решение един от играчите е отстранен от игрището, те остават с човек по-малко. Играта наближавала края при нулев резултат, когато Питърс от левия край на терена мощно стреля към вратата на съперниците, и Хърст, развивайки атаката, отправя топката в горния ъгъл на вратата. Англия побеждава с 1:0 и така отива на полуфинала на първенството.
Поради здравословното си състояние, Грийвз не може да участва също и в мача срещу Португалия, така че в нападението отново доминират Хънт и Хърст. Англия побеждава силния отбор на Еузебио с резултат 2:1, благодарение на два резултатни удара на Боби Чарлтън. С наближаване на финала против ФРГ, в медиите все по-гръмко се проявяват гласове, искащи връщането на терена на Грийвз, който по това време вече достатъчно добре е възстановил здравето си. Смятало се е, че именно той, като водещ играч на английския отбор, ще успее да осигури победата, обаче Рамзи е бил непреклонен. Той уведомява Грийвз и Хърст за своето решение няколко дни преди финала, обосновавайки го с това, че смени в последния момент без остра необходимост не са приемливи.

### Хеттрик на финал и гол-«фантом»
Във финалния мач на „Уембли“ Хърст напълно оправдава доверието на старши треньора Алф Рамзи. При резултат 0:1 той вкарва изравнителен гол, а редовното време завършва 2:2. В продълженията Хърст бележи може би най-спорният гол в историята на световните първенства. Той поема топката в района на 11-метровата отметка за дузпа с гръб към вратата, обръща се и стреля високо. Топката се удря в напречната греда, отскача вертикално надолу и полита обратно в полето, при това не е ясно дали докосва земята преди голлинията или след нея, макар че на снимка топката изглежда във вратата. Главният арбитър Динст спира играта и се обръща към страничния за консултация. След увереното твърдение на съветския съдия Тофик Бахрамов, независимо от протестите на немските футболисти, се взима решение да се зачете гола. После за потвърждение Хърст прави победата още по-убедителна, като отбелязва своя трети гол. Така Англия печели мача с резултат 4:2, а с това и Световната купа. Джеф Хърст става първият и единствен футболист в историята, отбелязал хеттрик на финал за световно първенство.

## Успехи
Уест Хем
- ФА Къп:
  - Носител (1): 1964
- Купа на Футболната лига:
  - Финалист (1): 1966
- Къмюнити Шийлд:
  - Носител (1): 1964
- КНК:
  - Носител (1): 1965
- Международна футболна лига:
  - Шампион (1): 1963

 Англия
- Световно първенство по футбол:
  - Шампион (1): 1966
- Европейско първенство по футбол:
  - Трето място (1): 1968

Индивидуални отличия
- Член на Ордена на Британската империя: 1975
- Член на Английската футболна зала на славата: 2004